# Aricoris succina
Aricoris succina är en fjärilsart som beskrevs av Rebillard 1958. Aricoris succina ingår i släktet Aricoris och familjen Riodinidae. Inga underarter finns listade i Catalogue of Life.